# Jacques-Philippe Dehollain
Jacques-Philippe Dehollain (né le 13 septembre 1913 à Soissons et mort le 28 octobre 2008 à Meudon) est un général français actif durant la Seconde Guerre mondiale et la Guerre d'Algérie.

## Biographie

### Enfance, études et famille
Né le 13 septembre 1913 à Soissons, d’une ancienne famille de notables (Haute Bourgeoisie) de Cambrai, installée dans la région de Soissons et principalement à Bucy-le-Long. 
Il est le fils aîné du capitaine Philippe Dehollain (1885-1970), ingénieur agricole (chevalier de la Légion d'Honneur, Croix de Guerre 1914-1918, Commandeur de l'Ordre du Mérite Militaire et Officier du Mérite Agricole), et de Marie-Claire Huvier du Mée. 
Il est l'arrière petit-fils du général Narcisse Ablaÿ et l'arrière-arrière-arrière petit-fils de Jean Huvier du Mée. 
Il est le frère du résistant   Patrice Dehollain, ((1927-2016), Officier de la Légion d'Honneur) et le frère d'Anne-Marie Bernard (Lieutenant-infirmière pendant la guerre 1939-1945, Chevalier de la Légion d'Honneur à titre militaire).
Il descend également du colonel Toussaint-Jean Trefcon.
Enfin, il est le cousin par alliance du général Jean Vaugien[réf. nécessaire]. 
Il fait ses études secondaires au Collège Saint-Louis à Paris.

### Carrière
Le 25 octobre 1934, il entre à l'École spéciale militaire de Saint-Cyr. Il est affecté au 110e régiment d'infanterie, à Dunkerque, en 1936.
Il effectue un stage d’observateur en avion au camp d’Avord du 16 juin au 26 août 1939, à l’issue duquel il est détaché au Groupe Aérien d'Observation (GAO) 546, basé à Pau. Quelques jours plus tard, le 3 septembre 1939, la France et la Grande-Bretagne déclarent la guerre à l’Allemagne nazie. Le GAO 546 est mis à la disposition de la 2e Division Cuirassée, en Champagne.
En mai-juin 1940, le lieutenant Dehollain mène plusieurs reconnaissances aériennes en Belgique et dans le nord-est de la France. L’une de ces missions, particulièrement périlleuse, lui vaut la Croix de guerre 1939-1945 et une citation à l’ordre de la 2e division cuirassée.
Après l'Armistice, le lieutenant Dehollain est affecté en août 1940 au régiment d’Infanterie des Hautes-Pyrénées, et détaché dans le canton de Morlaàs (près de Pau). Le 22 novembre de la même année, il rejoint le 1er régiment de tirailleurs marocains (1er RTM), à Port-Lyautey (actuelle Kénitra).
En 1941, du 16 juin au 8 juillet, il effectue un stage à Rabat aux Hautes Études Musulmanes, puis le 3 décembre, il est détaché  à l’État-major de la Défense aérienne du territoire (DAT) à Rabat. Le lieutenant Dehollain se trouve toujours à Rabat lorsque, le 7 novembre 1942, se produit le débarquement anglo-américain en Algérie et au Maroc (opération Torch). Le général Noguès, résident général français au Maroc, s’en tient aux ordres du régime de Vichy : repousser « toute invasion, d’où qu’elle vienne ». Il s’ensuit un lamentable épisode au cours duquel le 1er régiment de tirailleurs marocains affronte à Port-Lyautey le 60e régiment d’infanterie US (en) (52 morts côté français). Le lieutenant Dehollain, basé à Rabat, est censé rejoindre le 1er régiment de tirailleurs marocains, mais fait tout pour traîner en route, ce qui lui évite de participer à ces combats fratricides[réf. nécessaire]. Lorsque le 9 novembre 1942, il rejoint le 1er régiment de tirailleurs marocains à Port-Lyautey, où la bataille a cessé. L’invasion allemande de la Zone Libre, deux jours plus tard, met un terme définitif aux scrupules qu’éprouvait encore une partie de l’Armée d'Afrique (France) à désobéir au Maréchal Pétain. Durant les 10 mois qui suivent, le 1er RTM se prépare à reprendre le combat contre les Allemands, en s’entraînant de façon intensive, par une chaleur étouffante, tout d’abord dans la forêt de chênes-lièges de la Mamora (Maroc), puis dans la région de Tlemcen (Algérie). Le lieutenant Dehollain est alors chef de section à la 1re Compagnie du 1er régiment de tirailleurs marocains.
En 1943, les Alliés débarquent en Sicile, puis en Calabre. Les Allemands décident alors d’évacuer la Corse et la Sardaigne en se servant du port de Bastia. Le 1er régiment de tirailleurs marocains reçoit la mission de les en empêcher en s’emparant de ce port. Pour cela, il faut s’assurer du col de San Stefano, quelques kilomètres plus au sud. Cette mission incombe au lieutenant Dehollain. À la tête de sa section, qui comme lui n'a pratiquement pas dormi depuis 4 jours, il surprend les Allemands installés sur le col, réussissant un coup de main audacieux (30 septembre). Une citation à l'Ordre de l'Armée vient saluer sa conduite, évoquant un « officier calme et énergique, au courage remarquable »
Au printemps 1944, le 1er régiment de tirailleurs marocains, incorporé à la 4e division marocaine de montagne (4e DMM), rejoint à Naples le Corps expéditionnaire français en Italie (CEF). Depuis plusieurs mois, ce dernier est arrêté, comme le reste des troupes alliées, devant la ligne Gustave, dans le secteur du mont Cassin et du Garigliano. Tirant le meilleur parti du terrain, montagneux et coupé par des rivières profondes, les Allemands ont su repousser toutes les tentatives de percée des Alliés. La solution viendra finalement des troupes franco-marocaines, dont les mulets, capables de passer partout en terrain montagneux, permettent le débordement des défenses adverses. Pour s’emparer des sommets, les tirailleurs doivent gravir sous les feux allemands des pentes abruptes, arides et couvertes de pierraille. Les combats sont particulièrement durs au mont Schierano, où l'intervention du capitaine Dehollain sauve de la destruction une unité voisine, clouée au sol par les tirs ennemis. Sa conduite en ces circonstances, mais aussi au col de la Palombara et au col de Selva Piana, est récompensée par une nouvelle citation à l’ordre de l’Armée. Fait chevalier Légion d'honneur, il se voit aussi décerner la Military Cross britannique et la Silver Star américaine. Enfin, peu après la chute de Rome (6 juin 1944), il est promu au grade de capitaine.
Durant l’hiver 1944, du 30 novembre au 3 décembre, le capitaine Dehollain prend part à l’offensive menée dans la forêt de la Hardt pour desserrer l’étau allemand autour de Mulhouse. Durant ces quelques jours de combats meurtriers, le 1er régiment de tirailleurs marocains perd presque autant d’hommes que pendant toute la campagne d'Italie. La 5e compagnie, que commande le capitaine Jacques-Philippe Dehollain, s’empare de son objectif (le carrefour de Grunhutte) et s’y maintient malgré les bombardements ennemis. Appuyé par de puissants canons automoteurs, ce dernier s’infiltre dans les bois et finit par encercler le point d’appui de Grunhutte. Ayant reçu l’ordre de décrocher, le capitaine Dehollain parvient à déborder les résistances ennemies successives et à ramener sa compagnie au complet. Cette conduite lui vaut une troisième citation à l’ordre de l’Armée.
Au début de l’année 1945, dans le cadre de la « réduction de la poche de Colmar », le Haut-Commandement décide de s’emparer des hauteurs qui dominent la plaine d'Alsace. L’objectif assigné au capitaine Dehollain est le Brandwaldkopf, au-dessus de Thann. Au sommet de cette montagne, le dispositif ennemi est protégé par des barbelés et des champs de mines. Malheureusement, le tir d’artillerie qui devait entamer ce dispositif s’avère totalement inefficace, de sorte que les tirailleurs se heurtent à des défenses intactes. Les pentes glacées, le froid polaire, la neige qui rend visible à l’ennemi les silhouettes des tirailleurs, achèvent de transformer l’assaut en un véritable enfer. Au prix de lourdes pertes, la 5e Compagnie parvient néanmoins à s’emparer de son objectif. Les Allemands réagissent par une vigoureuse contre-attaque. La violence des combats est telle, que le sentier par où on évacue les blessés, couvert de sang, ressemble bientôt à une gouttière rouge. Malgré tous ses efforts, l’ennemi ne parvient cependant pas à reprendre le Brandwaldkopf. Sa bravoure, son énergie et son sang-froid, valent au capitaine Dehollain d’être cité pour la quatrième fois à l’ordre de l’Armée.
Il est affecté à l’École de guerre le 15 janvier 1946, puis à la 25e Division Aéroportée, basée à Bayonne, le 9 mai 1947. La même année, les autorités françaises sont préoccupées par une révolte à Madagascar et par une certaine agitation dans les territoires de l’AOF (Afrique-Occidentale française) et de l’AEF (Afrique-Équatoriale française). Pour impressionner les populations, elles décident donc d’envoyer une compagnie de parachutistes en AEF et une autre en AOF. La compagnie envoyée en AEF, constituée à la fin de l’année, est placée sous le commandement du capitaine Dehollain. Le 26 janvier 1948, ce dernier rejoint Brazzaville (Congo) avec sa compagnie. Sa mission est de se montrer le plus possible, sur l’ensemble des territoires de l’AEF, au cours de sauts et d’exercices, afin d’impressionner la population locale et de redonner confiance aux Européens dans les exploitations isolées. La compagnie effectue sauts et meetings à Brazzaville, Douala (Cameroun), Yaoundé (Cameroun), Bangui (Oubangui-Chari, actuelle République centrafricaine), Libreville (Gabon), Fort-Lamy (Tchad), et Fort-Archambault (Tchad).
Le 28 avril 1949, le capitaine Dehollain est détaché à Paris, à l’État-major des Armées (3e Bureau, chargé des opérations et de l’emploi des forces).
En 1951, il est promu au grade de commandant (chef de bataillon).
Du 26 juin 1955 au 2 juillet 1957, il assume le commandement du 2e Bataillon du 51e régiment d'infanterie, dans la région de Constantine (Algérie). Dans un premier temps, « il parvient à enrayer les progrès rebelles dans le quartier Aïn Kechra. En particulier, le 20 août 1955, il réussit à la tête de ses unités à dégager la ville de Collo violemment attaquée et à y rétablir le calme et la sécurité. Il ne ralentit pas ses efforts et le 21 février 1956 il est blessé à son poste de combat où il fait l’admiration de tous par son sang-froid et son énergie. Par la suite, dans le quartier de Fedj M’Zala, il déploie une intense activité tant dans le domaine de la pacification que sur le plan militaire. La circulation sur les axes principaux est assurée et par deux fois la « bataille du blé » est victorieusement gagnée grâce aux judicieuses mesures prises. » (Ordre général du 51e régiment d'infanterie, daté du 4 juillet 1957). Au sujet de la « bataille du blé », le commandant Dehollain explique dans une lettre que « outre les chantiers de récolte dont nous avons assuré la protection, nous avons réussi en prenant une exploitation à notre compte, en mettant nos hommes sur les machines, les camions, en fournissant la main-d’œuvre, et en un mot, en nous substituant intégralement aux colons défaillants, à récolter 11 000 quintaux tout seuls. »
En 1955, il est promu Officier de la Légion d'honneur.
En 1957, il est désigné pour suivre à Bruxelles les cours de l’École Supérieure de Guerre belge. Du 21 juillet au 8 août 1959, dans le cadre des cours à l’École de Guerre belge, il effectue un voyage d’études au Congo belge (actuelle République démocratique du Congo) et visite les bases récemment construites de Kitona et de Kamina. 
La même année, il retourne en Algérie où il est affecté à l’État-major de la 13e Division d’Infanterie, à Mecheria (environ 240 kilomètres au sud d’Oran). De septembre 1959 à février 1962, il sillonne cette région voisine de l’Atlas saharien, où il participe « soit en qualité d’adjoint au commandant d’opérations, soit comme commandant de groupement interarmes, à une série d’actions qui ont permis de brillants succès » (citation à l’ordre du Corps d’Armée du 21 juillet 1962).
En 1960, il est promu au grade de lieutenant-colonel.
En 1962), il est affecté à l’État-major de la 3e Division Blindée (Forces françaises en Allemagne). Le 6 novembre, il est promu Commandeur de la Légion d’honneur.
En 1963, il est promu au grade de Colonel, et affecté à l’État-major du général commandant les Forces françaises en Allemagne. Il prend le commandement du Groupe logistique no 5 détaché auprès de la 3e Division (Fribourg-en-Brisgau).
Il est successivement affecté au 26e régiment d'infanterie le 1er février 1964, basé à Nancy, dont il prend le commandement un mois plus tard, à l’État-major de la 52e Division Militaire (Clermont-Ferrand) en 1966 et à l’État-Major de la 61e Division Militaire (Nancy), en tant qu’adjoint au général commandant la Division, en 1968.
Le 1er juillet 1969, il est promu au grade de Général de brigade et nommé adjoint au général commandant la 13e Division Militaire (Tours).
Le 1er janvier 1970, il fait ses adieux à l’Armée.

### Grades successifs
- 1934-1936 : Saint-Cyr - promotion du Roi Alexandre Ier de Yougoslavie: sous-lieutenant (voir Liste de Saint-Cyriens par promotion).
- 1938 (1er octobre) : lieutenant.
- 1944 (25 juin) : capitaine.
- 1949 (1er octobre) : commandant (chef de bataillon).
- 1960 (1er juillet) : lieutenant-colonel.
- 1963 (1er juillet) : colonel.
- 1969 (1er juillet) : général de brigade.

## Distinctions et honneurs
- Commandeur de la Légion d'honneur(voir Liste des commandeurs de la Légion d'honneur).
- Croix de guerre 1939-1945 avec 4 palmes de bronze et 1 étoile d’argent
- Croix de la Valeur militaire avec 5 étoiles de vermeil. Cette décoration et les citations correspondantes, ont été décernées au Commandant (puis Lieutenant-Colonel) Dehollain pour son action durant la Guerre d’Algérie.
- Croix militaire (Grande-Bretagne).
- Silver Star Medal (États-Unis - Ordre général de la 5e Armée des États-Unis du 28 septembre 1944). Citation : "Jacques Philippe Dehollain, First Lieutenant, French Army. For galantry in action. Demonstation aggressiveness and sound tactical ability. First Lieutenant Dehollain on three occasions captured the objectives assigned his bataillon....."
- Good Conduct Medal (États-Unis)

Citations à l'ordre de l'Armée française
- le 15 décembre 1943 (combats en Corse). Ordre du Régiment no 6 : :

« Officier calme et énergique qui au cours du coup de main sur le col de San Stefano dans la nuit du 29 au 30.9.43 a fait preuve durant toute l'opération d'un courage remarquable. Au cours du nettoyage du point d'appui ennemi, s'est heurté à un nid de mitrailleuses solidement retranché dans une maison. L'a attaqué à la grenade et à la mitraillette, est parvenu à le réduire faisant 4 prisonniers dont un officier de SS. »
- le 13 juin 1944 (combats en Italie). Ordre général no 76 :

« Excellent Commandant de Compagnie, qui par son audace et ses qualités manœuvrières a conquis à 3 reprises les objectifs assignés au Bataillon. Le 23 mai 1944, dans un terrain très difficile, a soutenu par son action rapide une Compagnie voisine fortement éprouvée par des tirs ajustés et par une forte contre-attaque menée par une unité d'élite de haute montagne. A conquis la cote 850 du Schierano, faisant des prisonniers et prenant 6 mitrailleuses à l'ennemi. Le 28 mai, précédant les chars, a conquis le col de la Palombara après avoir fait tomber des résistances successives. A fait 11 prisonniers et ramené des mitrailleuses et un canon anti-char de 75. Le 30 mai, s'est emparé du col de Selva Piana grâce à la parfaite coordination de ses mouvements et des chars qui l'accompagnaient.» Cet Ordre comporte nomination au grade de Chevalier de la Légion d'honneur.
- le 23 avril 1945 (combats près de Mulhouse, Haut-Rhin). Ordre du Régiment no 63 :

« Remarquable Commandant de Compagnie, dont le courage et l'allant viennent de se révéler une fois de plus dès le premier engagement en Alsace. Le 30 novembre 1944, a pénétré profondément avec un peloton de chars dans la forêt de la Harth. A conquis le rond-point de Grunhutte de haute lutte, faisant 33 prisonniers, capturant un nombreux matériel dont un 75 PAK et plusieurs mitrailleuses. Malgré une farouche opposition de l'ennemi, retranché derrière les champs de mines, a tenu 3 jours sur cette position malgré les bombardements incessants et un encerclement de plus en plus étroit des chars et de l'infanterie ennemie. Ayant reçu l'ordre de décrocher, a ramené sa Compagnie complète tant en matériel qu'en armement et personnel, bousculant pour rentrer plusieurs résistances ennemies, leur occasionnant des pertes importantes, et faisant 3 prisonniers. ». Cette citation comporte l'attribution de la Croix de guerre avec palme.
- le 5 septembre 1945 (combats près de Thann, Haut-Rhin). Ordre du Régiment no 130 :

« Magnifique officier, modèle de bravoure. Le 20 janvier 1945, a enlevé son unité à l'assaut du Brandwaldkopf dans un terrain chaotique par une tempête de neige, galvanisant ses hommes. S'est emparé dans un élan irrésistible de son objectif, anéantissant en totalité le détachement ennemi qui, retranché derrière des défenses accessoires intactes, avait reçu l'ordre de tenir coûte que coûte cet important point d'appui. »
- le 4 août 1960 (en Algérie). Ordre général no 328 :

Le chef de Bataillon DEHOLLAIN, Jacques, Philippe : "Officier supérieur de grande classe, chef du 3ème bureau de la 13ème Division d'Infanterie et de la Zone du Sud Oranais, a depuis mars 1960 participé au montage et la coordination de trois opérations importantes menées dans le Geryvillois, qui a abouti à des résultats particulièrement excellents.....". Cette citation comporte l'attribution de la Croix de la Valeur Militaire avec étolie de vermeil.
- le 21 juillet 1962 (en Algérie). Ordre général no 736 :

Le Lt-Colonel Dehollain, Jacques Philippe Albert : "Officier supérieur de grande valeur qui, depuis le 1er janvier 1961, ne cesse de faire preuve de ramarquables qualités militaires, Chef d'État-Major du poste de commandement tactique de la 13ème Division d'Infanterie, a participé en qualité d'adjoint au commandant d'opérations, soit comme commandant de groupement interarmes, à une série d'actions qui ont permis de brillants succès.....
Il totalise cent quatre-vingt heures de vol opérationnel depuis sa dernière citation"
Honneurs
Jacques-Philippe Dehollain a été pendant de nombreuses années président (puis président d'honneur) de l'Amicale des anciens du 1er Régiment de Tirailleurs Marocains  
Le Président d'honneur Dehollain est présent à la cérémonie du 60e anniversaire de la Libération de la Corse le 30 septembre 2003 en l'honneur du 1er Régiment de Tirailleurs Marocains.
Il a également été membre du Comité d'honneur de l'association Rhin et Sundgau.

## Sources
- Manuscrit des « Souvenirs de Guerre (1939 – 1945 ) de Jacques Philippe Albert Dehollain », archivé au château de Vincennes (Service Historique de la Défense / Centre Historique des Archives / Dépôt des Entrées par voie Extraordinaire / Division des Archives Privées / Fonds « DE 2015 PA 6009 »)
- Lettres du général Jacques-Philippe Dehollain à sa famille.
- École de Guerre
- Relation du sergent Picard sur les combats de la Hardt (où il servit sous les ordres de Jacques-Philippe Dehollain).
- Article publié en 1945 par la journaliste Annie Gacon sur les combats du Brandwaldkopf.
- Journal de marche de la 1re Compagnie du 1er RTM (pour la période décembre 1942 – décembre 1943).
- Journal de marche du 2e Bataillon du 1er RTM (pour la période décembre 1943 – mai 1945)
- Citations du général Jacques-Philippe Dehollain à l’ordre de l’Armée, du Corps d’Armée, et de la Division.
- « Le 26e Régiment d’infanterie : Qui s’y frotte s’y pique, 1585-1967. Naissance et vie du 26e Régiment d’Infanterie. Le Régiment de Nancy », par le Capitaine Pierre Geoffroy, Imprimé  en 1967 par les Ets Lemoy  à Nancy  (1 000 exemplaires). Voir pages 25, 290, 291, 297, 358, 378
- État des Services établi en 1970 pour "Dehollain Jacques, Philippe, Albert, numéro d'identification 1/13/09/02/722/213".
- Rapport officiel du colonel Jean de Butler sur les opérations de la Libération de la Corse en 1943 par le 1er Régiment de Tirailleurs Marocains]
- Article publié en 1994 dans la revue Armées par le général Le Diberder, et intitulé : "Une action glorieuse – La 4e Division Marocaine de Montagne (DMM) dans la bataille de la poche de Colmar".
- Les tirailleurs marocains
- Historique du 1er Régiment de Tirailleurs Marocains
- Généalogie de Jacques Philippe Dehollain

## Référence
1. ↑  État civil sur le fichier des personnes décédées en France depuis 1970